# Coleophora albidorsella
Coleophora albidorsella is een vlinder uit de familie kokermotten (Coleophoridae). De wetenschappelijke naam van deze soort is voor het eerst geldig gepubliceerd in 1942 door Toll.
De soort komt voor in tropisch Afrika.